# Audaz (P-45)
El Audaz (P-45) es un  patrullero de altura de la Armada Española y el quinto de los Buques de Acción Marítima, construido en los astilleros de Navantia en San Fernando, siendo el cuarto buque de la armada con dicho nombre.

## Encargo y construcción

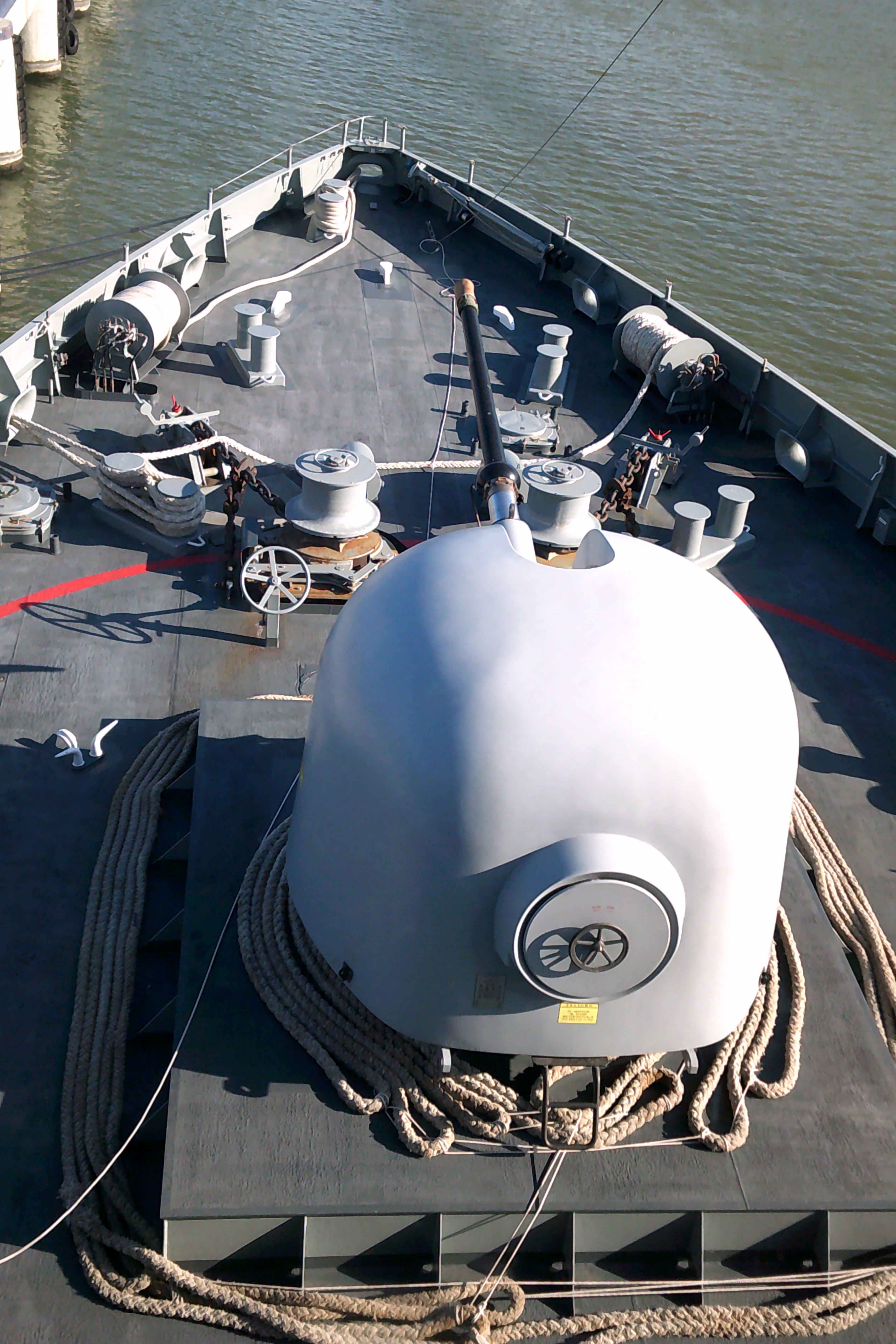
Cañón de proa del Audaz, año 2019.

El 7 de mayo de 2014 la SEPI anunció que se había aprobado la construcción de dos nuevas unidades, una de ellas a construir en los astilleros gaditanos de San Fernando/Puerto Real y la otra en Ferrol. El primer corte de chapa para estos buques, se efectuó simultáneamente en los astilleros de la bahía de Cádiz y los de la ría de Ferrol el 5 de diciembre de 2014. En el Boletín Oficial del Estado del 26 de junio de 2015 se publicó la Orden DEF/1564/2015 que fijaba los nombres de estos dos buques como Audaz (P-45) y Furor (P-46).
El 29 de abril de 2016 fue puesto en grada el primero de los bloques del buque. El 30 de marzo de 2017 fue botado en el astillero de San Fernando. Realizó sus pruebas de mar en la bahía de Cádiz entre el 15 y el 21 de mayo de 2018. Se entregó a la Armada Española el 27 de julio de 2018.

## Historial
El 24 de mayo de 2019, en el transcurso de unos ejercicios con fuego real en aguas españolas que el gobierno británico considera internacionales, la patrullera británica HMS Sabre abrió fuego cerca de la proa del Audaz.
Desde el 30 de mayo hasta el 2 de junio, participó en Sevilla en los actos del día de las fuerzas Armadas Junto a los buques Furor, Centinela, Duero, el submarino Tramontana y el buque de la guardia Civil Río Segura.
El 20 de agosto de 2019 zarpó de Rota en demanda del puerto de Lampedusa donde estuvo fondeado tres días, para desplazarse posteriormente al puerto de Pozzallo (Sicilia) donde embarcó  quince inmigrantes procedentes del Open Arms, retornando a San Roque el 30 de agosto de 2019.
En octubre de 2019 participó en la décima edición del "Valencia boat Show", el salón Náutico de Valencia.
En marzo de 2020 inició un despliegue que tenía una previsión de cinco meses en aguas del Golfo de Guinea, en los que iba a su participar en dos ejercicios internacionales con buques de Estados Unidos, Portugal o Francia, pero debido a la pandemia provocada por el COVID-19 el 6 de abril de 2020 se ordenó su retorno a España.
Entre el 26 de abril y el 7 de mayo participó en aguas de Baleares como buque de mando en el ejercicio multinacional ESP-MINEX-21 junto a buques de diversos países.

## Materiales adicionales

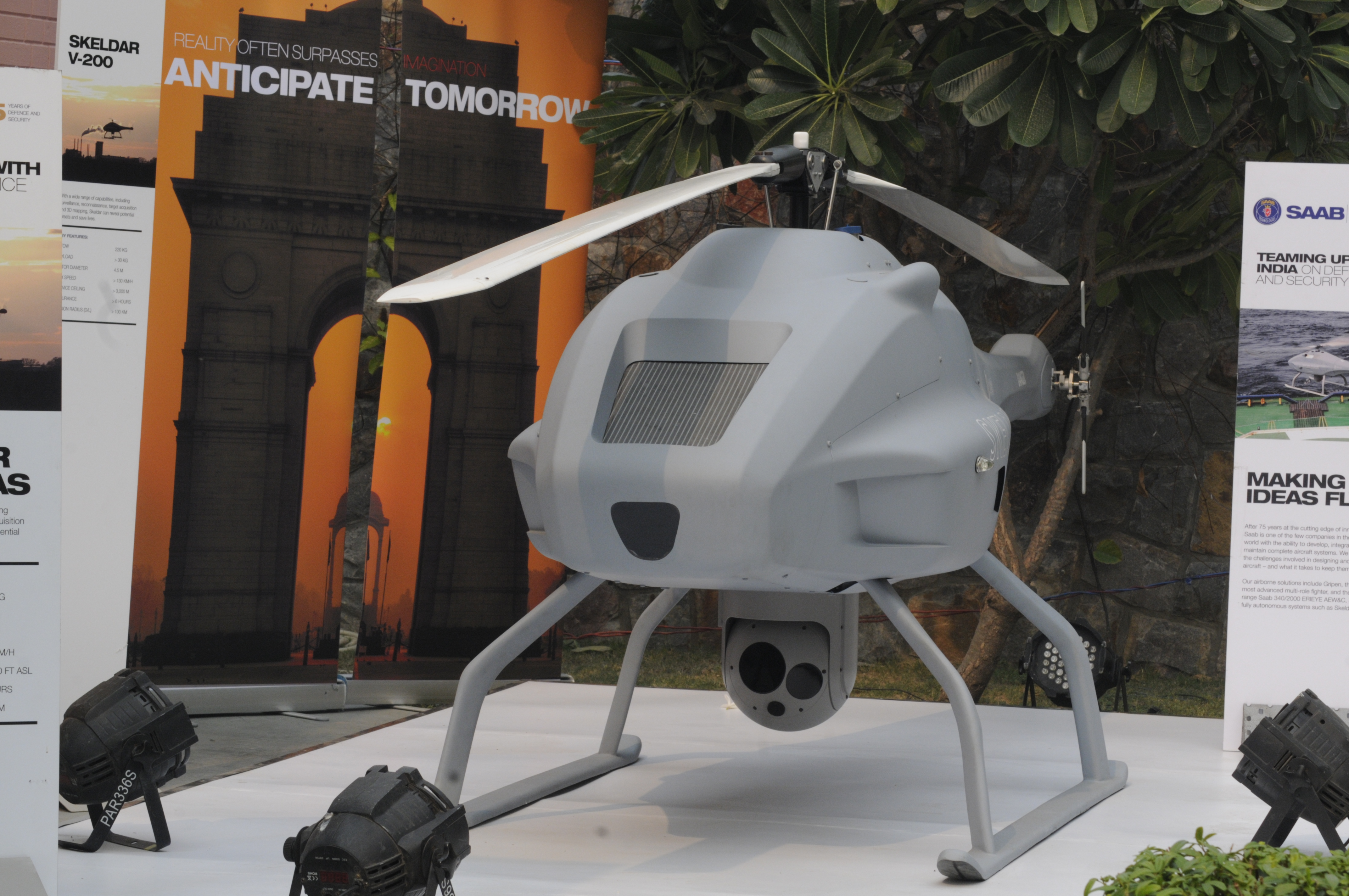
Saab Skeldar, en fase de prueba para equipar toda la clase

El barco integra el vehículo de superficie no tripulado USV Vendaval.

### Buques de la clase
- Meteoro (P-41)
- Rayo (P-42)
- Relámpago (P-43)
- Tornado (P-44)
- Furor (P-46)